# Celamoides foliola
Celamoides foliola is een vlinder uit de familie van de visstaartjes (Nolidae). De wetenschappelijke naam van de soort is voor het eerst geldig gepubliceerd in 1926 door van Eecke.